# Telaki (przystanek kolejowy)
Telaki – zlikwidowany przystanek osobowy i ładownia a dawniej stacja kolejowa w Telakach na linii kolejowej nr 55 Sokołów Podlaski – Siedlce, w województwie mazowieckim, w Polsce. Nadal istnieje budynek dworca oraz peron przystanku.